# ザ・ダコタス
ザ・ダコタス（英語: The Dakotas）は、アメリカ合衆国のノースダコタ州とサウスダコタ州の総称である。ダコタ準州について言及するために歴史的に使われてきた用語であり、両州の集合遺産・文化・地理・動物相・社会学・経済・食文化に言及する際は今日でも用いられる。 

## 概要
両州の人口の合計は1,592,657人で、アイダホ州よりもわずかに少なく、他の州と比較すると40位に位置する。合計面積は383,177平方キロメートルで、モンタナ州よりも大きく、4位に位置する。人口密度は3.8人毎平方キロメートルである。 
ザ・ダコタスは米国中西部に内包され、ザ・ダコタス西部はハイプレーンズにと重なっている。公共放送サービスが放送した連続テレビ番組『西部の新たな展望（New Perspectives on the West）』では、ブラックヒルズ 、 デッドウッドの町、ビュフォード砦、スタンディングロックインディアン居留地といった、歴史的に重要なザ・ダコタスの地域がいくつか取り上げられた。ミズーリ川上流とミズーリ川渓谷上流は、この地域の地質学を論じるうえで重要な場所である。   
ザ・ダコタスは一帯が湿潤大陸性気候であり、夏は温かいか暑く感じられ、冬は亜寒帯ですら寒く感じられる。標高差により、夏と冬の温度は両州南部と北部とで若干異なる。 

### 主要都市
ザ・ダコタスの人口が多い都市上位10位は以下の通りとなっている（順不同）。サウスダコタ州のピアとノースダコタ州のビスマークは、それぞれの州の州都である。 
- アバディーン
- ピア
- ラピッドシティ
- スーフォールズ
- ブルッキングズ
- ビスマーク
- ファーゴ
- グランドフォークス
- マイノット
- ウィリンストン

## 書誌
- McMacken, R. (2006) Off the Beaten Path: The Dakotas. Globe Pequot.